# جاكي فيشر (لاعب كرة قدم)
جاكي فيشر (بالإنجليزية: Jackie Fisher)‏ (19 يونيو 1925 في المملكة المتحدة - يناير 2022) هو لاعب كرة قدم بريطاني في مركز الدفاع. لعب مع نادي بورنموث ونادي ميلوول ويوفل تاون ورامزغيت ‏.

## وصلات خارجية
- جاكي فيشر على موقع قاعدة بيانات كرة القدم.إي يو (الإنجليزية)